# Wim Wenders
Wim Wenders (eredeti nevén: Ernst Wilhelm Wenders) (Düsseldorf 1945. augusztus 14. –) BAFTA-díjas német filmrendező, forgatókönyvíró, a nyugatnémet újhullám második generációjának tagja.

## Élete
Fiatalon bejárta az akkori NSZK-t és annak felsőoktatási intézményeit is: orvosi, filozófiai tanulmányokat folytatott 1963 és 1965 között Münchenben, Freiburgban és szülővárosában. 1966-ban Párizsban festészetet tanult. 1967-ben visszatért Düsseldorfba, ahol 1970-ig elvégezte a Televízió és Film Főiskolát, mellette több lapba is írt, így a FilmKritik és a Süddeutsche Zeitung című napilapban is jelentek meg filmes beszámolói, kritikái. 
Saját céget alapított 1975-ben Wim Wenders Filmproduktion, később Road Movie Film néven. Második filmjével, a Magyarországon is bemutatott Skarlát Betűvel akkorát bukott, hogy elhatározta: a jövőben csak olyan filmet hajlandó készíteni, amiben telefonpózna, országút és televízió is látható. 
Nemzetközi áttörést A piszkos ügy című filmjével ért el (1982). 1998-ban megkapta első Oscar-díj jelölését a Buena Vista Social Club könnyűzenei együttesről készített dokumentumfilmjéért.
1988 óta az Európai Filmakadémia főtitkára.

## Filmjei

### Játékfilmek
- Nyár a városban (Summer in the City) (1970)
- A kapus félelme tizenegyesnél (Die Angst des Tormanns beim Elfmeter) (1971)
- A skarlát betű (Der scharlachrote Buchstabe) (1973)
- Alice a városokban (Alice in den Städten) (1973)
- Téves mozdulat (Falsche Bewegung) (1974)
- Az idő múlása (Im Lauf der Zeit) (1976)
- Az amerikai barát (Der amerikanische Freund) (1977)
- A piszkos ügy (Hammett) (1982)
- A dolgok állása (Der Stand der Dinge) (1982)
- Párizs, Texas (1984)
- Berlin felett az ég (Der Himmel über Berlin) (1987)
- A világ végéig (Bis ans Ende der Welt) (1991)
- Távol és mégis közel (In weiter Ferne, so nah!) (1993)
- Lisszaboni történet (Lisbon Story) (1994)
- Túl a felhőkön (Al di là delle nuvole) (1995) (társrendező)
- A Skladanowsky-fivérek (Die Gebrüder Skladanowsky) (1995)
- Az erőszak vége (The End of Violence) (1997)
- A millió dolláros hotel (The Million Dollar Hotel) (2000)
- Tíz perc – Trombita (Ten Minutes Older: The Trumpet) (2002) (társrendező)
- A bőség földje (Land of Plenty) (2004)
- Kívül tágasabb (Don't Come Knocking) (2005)
- Chacun son cinéma (2007) (társrendező)
- Halál Palermóban (Palermo Shooting) (2008)
- 8 (2008) (társrendező)
- Mundo Invisível (2012) (társrendező)
- Every Thing Will Be Fine (2015)
- Aranjuezi szép napok (2016)[28]
- Merülés a szerelembe (2017)
- Tökéletes napok (2023)

### Dokumentumfilmek
- Villanás a víz felett (Lightning Over Water) (1981)
- A 666-os szoba (Chambre 666) (1982)
- Docu Drama (1984)
- Tokyo-Ga (1985)
- Jegyzetek városokról és ruhákról (Aufzeichnungen zu Kleidern und Städten) (1989)
- Lumière és társai (Lumière et compagnie) (1995) (társrendező)
- Buena Vista Social Club (1999)
- Viel passiert – Der BAP-Film (2002)
- The Soul of a Man (2003)
- Invisibles (2007) (társrendező)
- Pina (2011)
- A föld sója (The Salt of the Earth) (2014)

## Magyarul megjelent művei
- Írások, beszélgetések; vál., szerk., jegyz. Zalán Vince, ford. Fésős András, Zalán Péter, angol szöv., versford. N. Kiss Zsuzsa; Osiris, Bp., 1999 (Osiris könyvtár. Film)

## Fontosabb díjai
- 1976 : 29. Cannes-i Nemzetközi Filmfesztivál – FIPRESCI-díj (Az idő sodrában)
- 1982 : Velencei Nemzetközi Filmfesztivál – Arany Oroszlán (A dolgok állása)
- 1984 : 37. Cannes-i Nemzetközi Filmfesztivál – Arany Pálma, FIPRESCI-díj, Ökumenikus zsűri díja (Párizs, Texas)
- 1985 : BAFTA-díj – legjobb rendező (Párizs, Texas)
- 1987 : 40. Cannes-i Nemzetközi Filmfesztivál – legjobb rendezés díja (Berlin felett az ég)
- 1993 : 46. Cannes-i Nemzetközi Filmfesztivál – zsűri nagydíja (Távol és mégis közel)
- 2000 : Berlini Nemzetközi Filmfesztivál – Ezüst Medve (A millió dolláros hotel)